# Yagi (tyfoon)

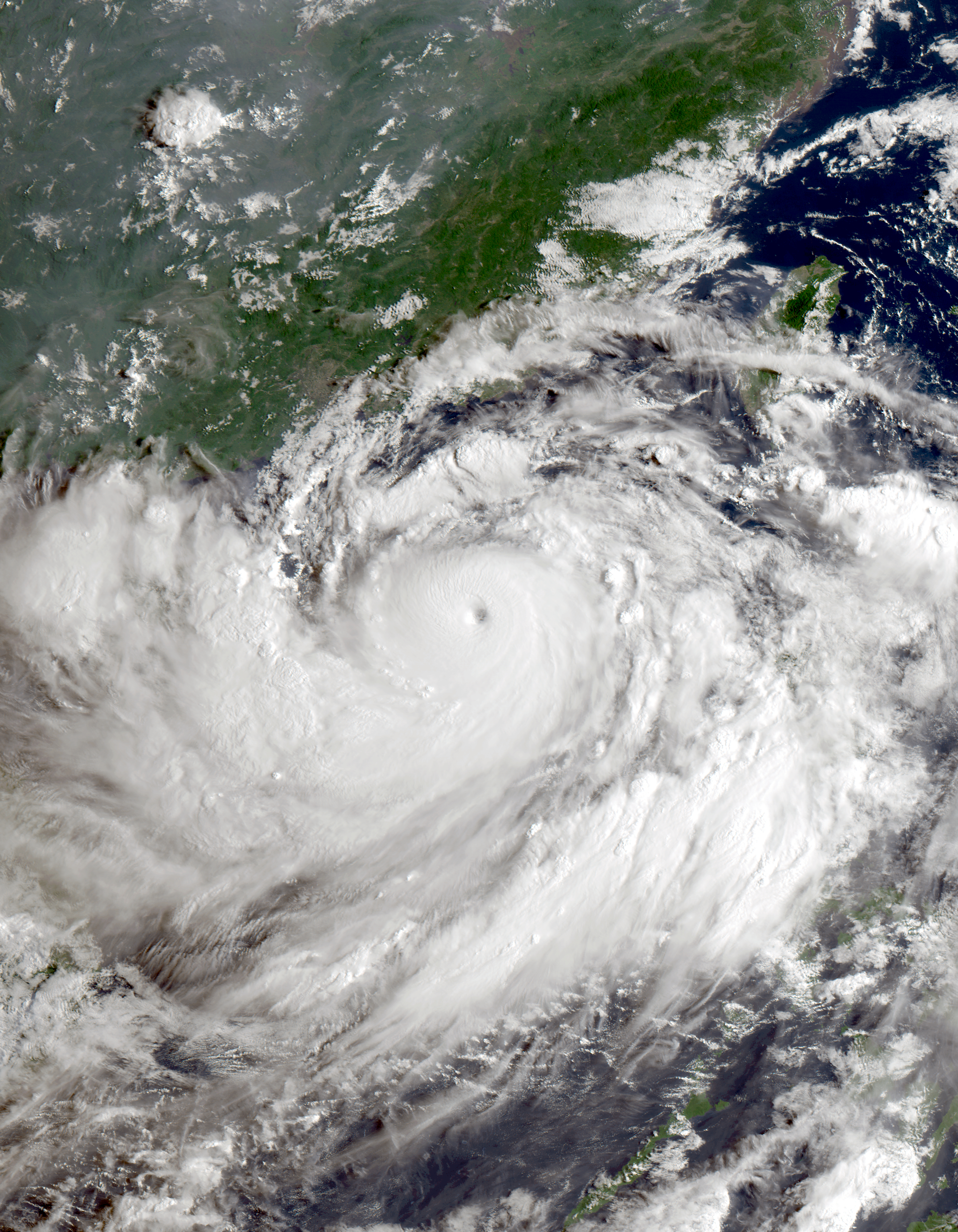
De storm op 5 september 2024.

Tyfoon Yagi, op de Filipijnen bekend als de zware tropische storm Enteng, was een krachtige tropische cycloon die met name Hainan, Noord-Vietnam, Laos en Myanmar trof, in september 2024. Bij de storm kwamen zeker 900 mensen om het leven, met name in Vietnam en Myanmar.
Yagi ontstond uit een lagedrukgebied dat gevormd werd op 30 augustus, ongeveer 540 kilometer ten noordwesten van Palau. Op 1 september werd het systeem door het Japans Meteorologisch Instituut (JMA) geclassificeerd als tropische storm en kreeg het de naam Yagi. Nadat Yagi op 2 september aan land was gekomen in Casiguran, Aurora, verzwakte de storm terwijl hij landinwaarts trok door de Cordillera Central van Luzon. Later verscheen hij boven de Zuid-Chinese Zee en begon hij samen te smelten met een secundaire circulatie ten westen van de Golf van Lingayen. 
Op 5 september meldde de JMA dat de storm zijn grootste intensiteit bereikte met tien minuten durende aanhoudende winden van 195 km/u en een centrale druk van 915 hPa. Vervolgens bereikte hij een hoogtepunt als een supertyfoon van categorie 5 op de schaal van Saffir-Simpson, met aanhoudende winden van 260 gedurende één minuut. Nadat Yagi was verzwakt, werd hij weer iets sterker voordat hij op 6 september aan land kwam nabij Wenchang in de provincie Hainan. Yagi passeerde het noorden van Hainan en ging over Haikou, China, voordat hij de open wateren van de Golf van Tonkin bereikte.
Ter voorbereiding op tyfoon Yagi werden op 5 september de scholen in de provincie Hainan gesloten en zou het lokale transport en de scheepvaart de volgende dag worden stilgelegd. Ondertussen zorgde de combinatie van Yagi en de zuidwestmoesson voor zware regenval op Luzon, wat op verschillende plekken tot grootschalige overstromingen leidde. In Vietnam werden meerdere gebouwen, waaronder elektriciteitsmasten, ontworteld, wat leidde tot stroomuitval in verschillende gebieden. In Hainan werden stroomuitval en omgevallen bomen gemeld. Het Hong Kong Observatory heeft een storm nr. 8 aangekondigd voor Hong Kong, terwijl tyfoon Yagi nadert. 
Op 11 september wordt in Vietnam een dodental van 141 gemeld. 